# Население Астраханской области
Численность населения области по данным Росстата составляет 946 580 чел. (2025). Плотность населения — 19,31 чел./км2 (2025). Городское население — 
65,05 % (2022).

## Общие сведения
По данным переписи населения 2010 года численность населения Астраханской области составило 1 010 700 человек. Численность городского населения — 674 000 чел., а сельского — 336 700 чел. Половой состав региона выглядит следующим образом: 53 % — женщины, 47 % — мужчины. На 1000 мужчин приходится 1130 женщин.
Средняя плотность населения области составляет 19 человек на 1 кв. км. Самой плотнозаселённой территорией Астраханской области является Приволжский район (47 чел. на 1 кв. км); повышенная плотность населения в Икрянинском районе (25 чел. на 1 кв. км) вдоль основной дороги в дельте Волги. Наиболее слабо заселены Енотаевский, Черноярский и Ахтубинский районы. Население области относительно молодое (это связано с его национальным составом и большим миграционным притоком); всего 19 % населения старше трудоспособного возраста.
Миграционный приток в области положительный (3 % в 2005 году). Люди в поисках стабильности в экономике, общественной и политической жизни перемещаются в Астраханскую область в основном из Средней Азии и Закавказья.
| 1897       | 1915       | 1926       | 1928       | 1941       | 1944       | 1959       | 1970       | 1979       | 1987       |
| ---------- | ---------- | ---------- | ---------- | ---------- | ---------- | ---------- | ---------- | ---------- | ---------- |
| 1 003 542  | ↗1 427 500 | ↘510 386   | ↗538 200   | ↗784 800   | ↘564 500   | ↗701 974   | ↗867 483   | ↗915 548   | ↗992 000   |
| 1989       | 1990       | 1991       | 1992       | 1993       | 1994       | 1995       | 1996       | 1997       | 1998       |
| ↗998 114   | ↘997 516   | ↗1 001 044 | ↗1 003 253 | ↗1 004 737 | ↗1 006 099 | ↗1 014 170 | ↗1 019 171 | ↗1 020 576 | ↘1 019 880 |
| 1999       | 2000       | 2001       | 2002       | 2003       | 2004       | 2005       | 2006       | 2007       | 2008       |
| ↘1 016 372 | ↘1 012 385 | ↘1 009 281 | ↘1 005 276 | ↘1 004 780 | ↘1 001 245 | ↘998 225   | ↘994 208   | ↘994 127   | ↗1 000 874 |
| 2009       | 2010       | 2011       | 2012       | 2013       | 2014       | 2015       | 2016       | 2017       | 2018       |
| ↗1 005 241 | ↗1 010 073 | ↘1 009 801 | ↗1 014 972 | ↘1 013 840 | ↗1 016 516 | ↗1 021 287 | ↘1 018 626 | ↗1 018 866 | ↘1 017 514 |
| 2019       | 2020       | 2021       | 2022       | 2023       | 2024       | 2025       |            |            |            |
| ↘1 014 065 | ↘1 005 782 | ↘960 142   | ↘957 772   | ↘950 557   | ↘946 429   | ↗946 580   |            |            |            |

| Рождаемость (число родившихся на 1000 человек населения) | Рождаемость (число родившихся на 1000 человек населения) | Рождаемость (число родившихся на 1000 человек населения) | Рождаемость (число родившихся на 1000 человек населения) | Рождаемость (число родившихся на 1000 человек населения) | Рождаемость (число родившихся на 1000 человек населения) | Рождаемость (число родившихся на 1000 человек населения) | Рождаемость (число родившихся на 1000 человек населения) | Рождаемость (число родившихся на 1000 человек населения) |
| 1970                                                     | 1975                                                     | 1980                                                     | 1985                                                     | 1990                                                     | 1995                                                     | 1996                                                     | 1997                                                     | 1998                                                     |
| -------------------------------------------------------- | -------------------------------------------------------- | -------------------------------------------------------- | -------------------------------------------------------- | -------------------------------------------------------- | -------------------------------------------------------- | -------------------------------------------------------- | -------------------------------------------------------- | -------------------------------------------------------- |
| 14,2                                                     | ↗16,1                                                    | ↗16,3                                                    | ↗17,1                                                    | ↘15                                                      | ↘10,1                                                    | ↘9,7                                                     | →9,7                                                     | ↘9,5                                                     |
| 1999                                                     | 2000                                                     | 2001                                                     | 2002                                                     | 2003                                                     | 2004                                                     | 2005                                                     | 2006                                                     | 2007                                                     |
| ↘9,4                                                     | ↗9,8                                                     | ↗10,4                                                    | ↗11,5                                                    | ↗12,1                                                    | ↗12,4                                                    | ↘12,2                                                    | ↗12,4                                                    | ↗13,5                                                    |
| 2008                                                     | 2009                                                     | 2010                                                     | 2011                                                     | 2012                                                     | 2013                                                     | 2014                                                     |                                                          |                                                          |
| ↗14,2                                                    | →14,2                                                    | →14,2                                                    | →14,2                                                    | ↗15,1                                                    | ↘14,8                                                    | ↗15                                                      |                                                          |                                                          |

| Смертность (число умерших на 1000 человек населения) | Смертность (число умерших на 1000 человек населения) | Смертность (число умерших на 1000 человек населения) | Смертность (число умерших на 1000 человек населения) | Смертность (число умерших на 1000 человек населения) | Смертность (число умерших на 1000 человек населения) | Смертность (число умерших на 1000 человек населения) | Смертность (число умерших на 1000 человек населения) | Смертность (число умерших на 1000 человек населения) |
| 1970                                                 | 1975                                                 | 1980                                                 | 1985                                                 | 1990                                                 | 1995                                                 | 1996                                                 | 1997                                                 | 1998                                                 |
| ---------------------------------------------------- | ---------------------------------------------------- | ---------------------------------------------------- | ---------------------------------------------------- | ---------------------------------------------------- | ---------------------------------------------------- | ---------------------------------------------------- | ---------------------------------------------------- | ---------------------------------------------------- |
| 8,5                                                  | ↗9,7                                                 | ↗10,5                                                | ↗10,6                                                | ↘10,4                                                | ↗13,5                                                | ↘13,1                                                | ↘12,7                                                | ↗13,2                                                |
| 1999                                                 | 2000                                                 | 2001                                                 | 2002                                                 | 2003                                                 | 2004                                                 | 2005                                                 | 2006                                                 | 2007                                                 |
| ↗13,6                                                | ↗14,2                                                | ↗14,5                                                | ↗15,2                                                | ↗15,6                                                | ↘15                                                  | ↗15,5                                                | ↘14,7                                                | ↘14,1                                                |
| 2008                                                 | 2009                                                 | 2010                                                 | 2011                                                 | 2012                                                 | 2013                                                 | 2014                                                 |                                                      |                                                      |
| ↘13,6                                                | ↘13,4                                                | ↗13,5                                                | ↘13                                                  | ↘12,6                                                | ↘12,3                                                | ↗12,7                                                |                                                      |                                                      |

| Естественный прирост населения (на 1000 человек населения, знак (-) означает естественную убыль населения) | Естественный прирост населения (на 1000 человек населения, знак (-) означает естественную убыль населения) | Естественный прирост населения (на 1000 человек населения, знак (-) означает естественную убыль населения) | Естественный прирост населения (на 1000 человек населения, знак (-) означает естественную убыль населения) | Естественный прирост населения (на 1000 человек населения, знак (-) означает естественную убыль населения) | Естественный прирост населения (на 1000 человек населения, знак (-) означает естественную убыль населения) | Естественный прирост населения (на 1000 человек населения, знак (-) означает естественную убыль населения) | Естественный прирост населения (на 1000 человек населения, знак (-) означает естественную убыль населения) | Естественный прирост населения (на 1000 человек населения, знак (-) означает естественную убыль населения) | Естественный прирост населения (на 1000 человек населения, знак (-) означает естественную убыль населения) |
| 1970 | 1975 | 1980 | 1985 | 1990 | 1995 | 1996 | 1997 | 1998 | 1999 |
| --- | --- | --- | --- | --- | --- | --- | --- | --- | --- |
| 5,7 | ↗6,4 | ↘5,8 | ↗6,5 | ↘4,6 | ↘−3,4 | →−3,4 | ↗−3 | ↘−3,7 | ↘−4,2 |
| 2000 | 2001 | 2002 | 2003 | 2004 | 2005 | 2006 | 2007 | 2008 | 2009 |
| ↘−4,4 | ↗−4,1 | ↗−3,7 | ↗−3,5 | ↗−2,6 | ↘−3,3 | ↗−2,3 | ↗−0,6 | ↗0,6 | ↗0,8 |
| 2010 | 2011 | 2012 | 2013 | 2014 | | | | | |
| ↘0,7 | ↗1,2 | ↗2,5 | →2,5 | ↘2,3 | | | | | |

| Ожидаемая продолжительность жизни при рождении (число лет) | Ожидаемая продолжительность жизни при рождении (число лет) | Ожидаемая продолжительность жизни при рождении (число лет) | Ожидаемая продолжительность жизни при рождении (число лет) | Ожидаемая продолжительность жизни при рождении (число лет) | Ожидаемая продолжительность жизни при рождении (число лет) | Ожидаемая продолжительность жизни при рождении (число лет) | Ожидаемая продолжительность жизни при рождении (число лет) | Ожидаемая продолжительность жизни при рождении (число лет) |
| 1990                                                       | 1991                                                       | 1992                                                       | 1993                                                       | 1994                                                       | 1995                                                       | 1996                                                       | 1997                                                       | 1998                                                       |
| ---------------------------------------------------------- | ---------------------------------------------------------- | ---------------------------------------------------------- | ---------------------------------------------------------- | ---------------------------------------------------------- | ---------------------------------------------------------- | ---------------------------------------------------------- | ---------------------------------------------------------- | ---------------------------------------------------------- |
| 69,6                                                       | ↘69,1                                                      | ↘68,6                                                      | ↘66,3                                                      | ↘65                                                        | ↗65,9                                                      | ↗66,3                                                      | ↗66,9                                                      | ↘66,4                                                      |
| 1999                                                       | 2000                                                       | 2001                                                       | 2002                                                       | 2003                                                       | 2004                                                       | 2005                                                       | 2006                                                       | 2007                                                       |
| ↘65,9                                                      | ↘65,3                                                      | ↘65                                                        | ↘64,9                                                      | ↗65                                                        | ↗65,3                                                      | ↘64,8                                                      | ↗66,1                                                      | ↗67                                                        |
| 2008                                                       | 2009                                                       | 2010                                                       | 2011                                                       | 2012                                                       | 2013                                                       |                                                            |                                                            |                                                            |
| ↗68                                                        | ↗68,3                                                      | ↗69,1                                                      | ↗69,8                                                      | ↗70,4                                                      | ↗71,3                                                      |                                                            |                                                            |                                                            |

Соотношение мужчин и женщин (данные Росстат)
| Год  | Количество женщин на 1000 мужчин |
| ---- | -------------------------------- |
| 2005 | 1146                             |
| 2010 | 1134                             |
| 2011 | 1123                             |
| 2012 | 1126                             |
| 2013 | 1123                             |
| 2014 | 1118                             |
| 2015 | 1125                             |
| 2016 | 1124                             |
| 2017 | 1122                             |

## Национальный состав

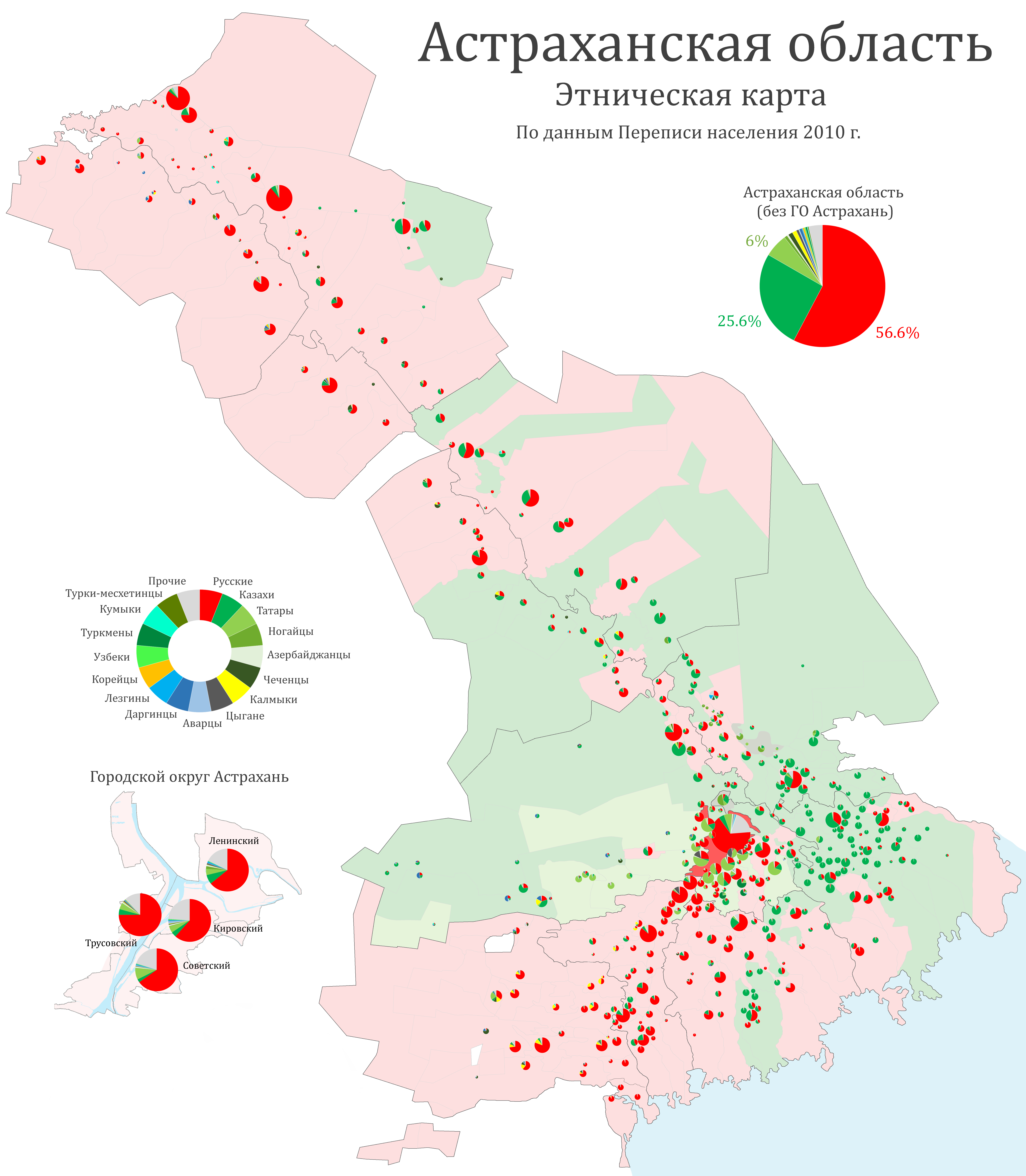
Этническая карта Астраханской области по каждому населённому пункту, перепись 2010 г.

Удельный вес
| Народ   | 1970  | 1979  | 1989  | 2002  | 2010 | 2021 |
| ------- | ----- | ----- | ----- | ----- | ---- | ---- |
| Русские | 75.50 | 74.75 | 71.97 | 69.69 | 67.6 | 67.1 |
| Казахи  | 11.14 | 11.68 | 12.76 | 14.19 | 16.3 | 17.6 |
| Татары  | 7.73  | 7.73  | 7.23  | 7.02  | 6.6  | 5.9  |

Численность и удельный вес
|                           | 1959 чел. | %        | 1989 чел. | %        | 2002 чел. | % от всего | % от указав- ших нацио- наль- ность | 2010 чел. | % от всего | % от указав- ших нацио- наль- ность | 2021 чел. | % от всего | % от указав- ших нацио- наль- ность |
| ------------------------- | --------- | -------- | --------- | -------- | --------- | ---------- | ----------------------------------- | --------- | ---------- | ----------------------------------- | --------- | ---------- | ----------------------------------- |
| всего                     | 701 974   | 100,00 % | 991 521   | 100,00 % | 1005276   | 100,00 %   |                                     | 1 010 073 | 100,00 %   |                                     | 960 142   | 100,00%    |                                     |
| Русские                   | 544 121   | 77,51 %  | 713 558   | 71,97 %  | 700 561   | 69,69 %    | 69,89 %                             | 618 204   | 61,20 %    | 67,57 %                             | 547 320   | 57,00 %    | 67,09 %                             |
| Казахи                    | 68 924    | 9,82 %   | 126 500   | 12,76 %  | 142 633   | 14,19 %    | 14,23 %                             | 149 415   | 14,79 %    | 16,33 %                             | 143 717   | 14,96 %    | 17,61 %                             |
| Татары                    | 57 230    | 8,15 %   | 71 655    | 7,23 %   | 70 590    | 7,02 %     | 7,04 %                              | 60 523    | 5,99 %     | 6,62 %                              | 48 313    | 5,03 %     | 5,92 %                              |
| Ногайцы                   |           | 0,00 %   | 3 958     | 0,40 %   | 4 570     | 0,45 %     | 0,46 %                              | 7 589     | 0,75 %     | 0,83 %                              | 9 320     | 0,97 %     | 1,14 %                              |
| Чеченцы                   |           | 0,00 %   | 7 886     | 0,80 %   | 10 019    | 1,00 %     | 1,00 %                              | 7 229     | 0,72 %     | 0,79 %                              | 6 873     | 0,72 %     | 0,84 %                              |
| Азербайджанцы             | 340       | 0,05 %   | 4 530     | 0,46 %   | 8 215     | 0,82 %     | 0,82 %                              | 7 828     | 0,77 %     | 0,86 %                              | 6 187     | 0,64 %     | 0,76 %                              |
| Калмыки                   | 12 687    | 1,81 %   | 8 191     | 0,83 %   | 7 162     | 0,71 %     | 0,71 %                              | 6 624     | 0,66 %     | 0,72 %                              | 5 320     | 0,55 %     | 0,65 %                              |
| Даргинцы                  |           | 0,00 %   | 2708      | 0,27 %   | 3 550     | 0,35 %     | 0,35 %                              | 4 241     | 0,42 %     | 0,46 %                              | 4 255     | 0,44 %     | 0,52 %                              |
| Армяне                    | 1 694     | 0,24 %   | 2 807     | 0,28 %   | 6 309     | 0,63 %     | 0,63 %                              | 5 824     | 0,58 %     | 0,64 %                              | 4 152     | 0,43 %     | 0,51 %                              |
| Цыгане                    | 327       | 0,05 %   | 2 462     | 0,25 %   | 4 331     | 0,43 %     | 0,43 %                              | 5 214     | 0,52 %     | 0,57 %                              | 3 950     | 0,41 %     | 0,48 %                              |
| Аварцы                    | 129       | 0,02 %   | 1 848     | 0,19 %   | 4 217     | 0,42 %     | 0,42 %                              | 4 719     | 0,47 %     | 0,52 %                              | 3 527     | 0,37 %     | 0,43 %                              |
| Лезгины                   |           | 0,00 %   | 1 809     | 0,18 %   | 3 646     | 0,36 %     | 0,36 %                              | 4 246     | 0,42 %     | 0,46 %                              | 3 607     | 0,38 %     | 0,44 %                              |
| Узбеки                    |           | 0,00 %   | 1 311     | 0,13 %   | 1 030     | 0,10 %     | 0,10 %                              | 2 658     | 0,26 %     | 0,29 %                              | 3 186     | 0,33 %     | 0,39 %                              |
| Украинцы                  | 6 544     | 0,93 %   | 18 714    | 1,89 %   | 12 605    | 1,25 %     | 1,26 %                              | 8 132     | 0,81 %     | 0,89 %                              | 3 173     | 0,33 %     | 0,39 %                              |
| Туркмены                  | 1 125     | 0,16 %   | 2 288     | 0,23 %   | 2 154     | 0,21 %     | 0,21 %                              | 2 286     | 0,23 %     | 0,25 %                              | 2 777     | 0,29 %     | 0,34 %                              |
| Корейцы                   |           | 0,00 %   | 634       | 0,06 %   | 2 072     | 0,21 %     | 0,21 %                              | 2 939     | 0,29 %     | 0,32 %                              | 1 761     | 0,18 %     | 0,22 %                              |
| Таджики                   |           | 0,00 %   | 459       | 0,05 %   | 629       | 0,06 %     | 0,06 %                              | 932       | 0,09 %     | 0,10 %                              | 1 256     | 0,13 %     | 0,15 %                              |
| Кумыки                    |           | 0,00 %   | 1 012     | 0,10 %   | 1 356     | 0,13 %     | 0,14 %                              | 1 558     | 0,15 %     | 0,17 %                              | 1 240     | 0,13 %     | 0,15 %                              |
| Турки                     |           | 0,00 %   | 23        | 0,00 %   | 1 128     | 0,11 %     | 0,11 %                              | 1 429     | 0,14 %     | 0,16 %                              | 1 031     | 0,11 %     | 0,13 %                              |
| Табасараны                |           | 0,00 %   | 385       | 0,04 %   | 827       | 0,08 %     | 0,08 %                              | 1 082     | 0,11 %     | 0,12 %                              | 915       | 0,10 %     | 0,11 %                              |
| Грузины                   | 326       | 0,05 %   | 969       | 0,10 %   | 1 212     | 0,12 %     | 0,12 %                              | 946       | 0,09 %     | 0,10 %                              | 657       | 0,07 %     | 0,08 %                              |
| Белорусы                  | 1 461     | 0,21 %   | 4 046     | 0,41 %   | 2 651     | 0,26 %     | 0,26 %                              | 1 623     | 0,16 %     | 0,18 %                              | 649       | 0,07 %     | 0,08 %                              |
| Лакцы                     | 110       | 0,02 %   | 413       | 0,04 %   | 542       | 0,05 %     | 0,05 %                              | 551       | 0,05 %     | 0,06 %                              | 445       | 0,05 %     | 0,05 %                              |
| Чуваши                    | 175       | 0,02 %   | 1 555     | 0,16 %   | 1 171     | 0,12 %     | 0,12 %                              | 908       | 0,09 %     | 0,10 %                              | 424       | 0,04 %     | 0,05 %                              |
| Евреи                     | 3 785     | 0,54 %   | 2 137     | 0,22 %   | 1 011     | 0,10 %     | 0,10 %                              | 650       | 0,06 %     | 0,07 %                              | 422       | 0,04 %     | 0,05 %                              |
| Немцы                     | 621       | 0,09 %   | 1 685     | 0,17 %   | 1 389     | 0,14 %     | 0,14 %                              | 916       | 0,09 %     | 0,10 %                              | 407       | 0,04 %     | 0,05 %                              |
| Башкиры                   |           | 0,00 %   | 717       | 0,07 %   | 624       | 0,06 %     | 0,06 %                              | 514       | 0,05 %     | 0,06 %                              | 284       | 0,03 %     | 0,03 %                              |
| Молдаване                 | 160       | 0,02 %   | 814       | 0,08 %   | 622       | 0,06 %     | 0,06 %                              | 514       | 0,05 %     | 0,06 %                              | 274       | 0,03 %     | 0,03 %                              |
| Мордва                    | 473       | 0,07 %   | 1 351     | 0,14 %   | 924       | 0,09 %     | 0,09 %                              | 658       | 0,07 %     | 0,07 %                              | 231       | 0,02 %     | 0,03 %                              |
| другие                    | 1 737     | 0,25 %   | 5 065     | 0,51 %   | 4 563     | 0,45 %     | 0,46 %                              | 4 904     | 0,49 %     | 0,54 %                              | 10 010    | 1,04 %     | 1,23 %                              |
| указали национальность    | 701 969   | 100,00 % | 991 490   | 100,00 % | 1 002 313 | 99,71 %    | 100,00 %                            | 914856    | 90,57 %    | 100,00 %                            | 815 683   | 84,95 %    | 100,00 %                            |
| не указали национальность | 5         | 0,00 %   | 31        | 0,00 %   | 2963      | 0,29 %     |                                     | 95 217    | 9,43 %     |                                     | 144 459   | 15,05 %    |                                     |

### Национальный состав по городам и районам
По переписи 2002 г.
| Города и районы     | Всего   | русские           | казахи           | татары          |
| ------------------- | ------- | ----------------- | ---------------- | --------------- |
| Астрахань           | 504 501 | 400 151 (79,32 %) | 21 104 (4,2 %)   | 38 864 (7,7 %)  |
| Знаменск            | 32 068  | 27 119 (84,57 %)  | 828 (2,6 %)      |                 |
| Ахтубинский район   | 31 963  | 19 734 (61,74 %)  | 8 972 (28 %)     |                 |
| Володарский район   | 47 351  | 14 872 (31,41 %)  | 31 099 (65,7 %)  |                 |
| Енотаевский район   | 27 625  | 18 037 (65,29 %)  | 5 801 (21 %)     |                 |
| Икрянинский район   | 48 418  | 39 056 (80,66 %)  | 5 501 (11,4 %)   | 1 287 (2,65 %)  |
| Камызякский район   | 49 837  | 31 471 (63,15 %)  | 15 544 (31,2 %)  | 1 006 (2 %)     |
| Красноярский район  | 38 534  | 13 512 (35,07 %)  | 17 246 (44,75 %) | 3 057 (7,9 %)   |
| Лиманский район     | 34 341  | 24 541 (71,46 %)  | 1 314 (3,8 %)    | 1 205 (3,5 %)   |
| Наримановский район | 44 077  | 18 776 (42,60 %)  | 10 624 (24,1 %)  | 9 735 (22,1 %)  |
| Приволжский район   | 38 649  | 15 380 (39,79 %)  | 5 956 (15,4 %)   | 13 281 (34,4 %) |
| Харабалинский район | 40 955  | 22 095 (53,95 %)  | 15 949 (38,9 %)  |                 |
| Черноярский район   | 21 293  | 16 303 (76,57 %)  | 307 (1,4 %)      |                 |

По переписи 2010 г.
| Города и районы     | Всего   | русские | %     | казахи | %     | татары | %     | ногайцы | %    |
| Астрахань           | 520 339 | 339 853 | 65,31 | 23 783 | 4,57  | 30 432 | 5,85  | 3 777   | 0,73 |
| Знаменск            | 29 401  | 23 637  | 80,40 | 1 057  | 3,60  | 713    | 2,43  | 15      | 0,05 |
| Ахтубинский район   | 71 249  | 52 983  | 74,36 | 11 673 | 16,38 | 830    | 1,16  | 8       | 0,01 |
| Володарский район   | 47 825  | 13 705  | 28,66 | 32 546 | 68,05 | 737    | 1,54  | 64      | 0,13 |
| Енотаевский район   | 26 786  | 16 857  | 62,93 | 5 921  | 22,10 | 129    | 0,48  | 5       | 0,02 |
| Икрянинский район   | 47 759  | 37 208  | 77,91 | 5 376  | 11,26 | 1 156  | 2,42  | 11      | 0,02 |
| Камызякский район   | 48 647  | 28 545  | 58,68 | 15 104 | 31,05 | 904    | 1,86  | 41      | 0,08 |
| Красноярский район  | 35 615  | 11 304  | 31,74 | 16 969 | 47,65 | 1 483  | 4,16  | 1 994   | 5,60 |
| Лиманский район     | 31 952  | 22 758  | 71,23 | 1 227  | 3,84  | 1 027  | 3,21  | 49      | 0,15 |
| Наримановский район | 45 457  | 18 729  | 41,20 | 11 185 | 24,61 | 9 165  | 20,16 | 139     | 0,31 |
| Приволжский район   | 43 647  | 16 899  | 38,72 | 7 109  | 16,29 | 13 303 | 30,48 | 1 143   | 2,62 |
| Харабалинский район | 41 176  | 20 820  | 50,56 | 17 227 | 41,84 | 298    | 0,72  | 343     | 0,83 |
| Черноярский район   | 20 220  | 14 906  | 73,72 | 238    | 1,18  | 346    | 1,71  | 0       | 0,00 |

## Общая карта
Легенда карты (при наведении на метку отображается реальная численность населения):
|  | Областной центр, 465 990 чел. |
|  | от 20 000 до 50 000 чел.      |
|  | от 10 000 до 20 000 чел.      |
|  | от 5000 до 10 000 чел.        |
|  | от 1000 до 5000 чел.          |

## Динамика
Численность населения Астраханской области с 1979 по 1999 годы имела минимальную, но постоянную тенденцию роста. За первые десять лет этого периода она увеличилась с 914,4 до 998 тыс. чел. (на 83 тыс. чел.), а последующее десятилетие — только до 1026 тыс. чел. (на 20 тыс. чел.). В 1992 году был преодолён миллионный рубеж — 1 004 945 человек. Такая ситуация сложилась в результате увеличения численности населения области за счёт сохранения остаточного потенциала, обусловленного возрастной структурой населения, сформировавшейся в прошлом за счёт высокого миграционного притока, который в 1994 году в сравнении с 1991 годом увеличился в 4,1 раза. Затем происходило резкое снижение положительного сальдо миграции до 886 человек (0,09 % от общей численности населения) в 2000 году. С конца 1997 года наметилась тенденция уменьшения численности населения области, и к началу 2007 года население области составило 990,2 тыс. человек.
В семи районах области: Енотаевском, Камызякском, Лиманском, Наримановском, Приволжском, Черноярском, за период 1989—1999 годов численность населения незначительно росла, в отличие от других четырёх районов: Ахтубинского, Володарского, Икрянинского, Харабалинского, где в начале периода наблюдалась убыль населения, но к концу стал заметен небольшой прирост населения. Следует отметить чрезвычайно быстрый рост численности населения Красноярского района (более чем в 1,5 раза) за период с 1979 по 1989 гг. и плавный рост населения в период с 1989 по 1999 гг., что позволило району переместиться с десятого (в 1979 г.) на четвёртое место по численности населения в последние десятилетия.
Численность городского населения области в два раза превышает численность сельского. Делая обзор динамики численности городского и сельского населения области за аналогичный период (двадцать лет), отметим две тенденции: а) достаточно быстрый рост численности городского населения с 1979 по 1999 гг. и затем плавное снижение численности в последующее десятилетие; б) постоянный рост численности сельского населения за исследуемый период (с 299 тыс. чел. в 1979 г. до 343 тыс. чел. в 2001 г.).
Сохраняется достаточно интересная тенденция: три административных района области: Красноярский, Приволжский и Черноярский не имеют городского населения, а Енотаевский район, с потерей одного из населённых пунктов статуса рабочего посёлка, стал полностью сельским. Самыми «городскими» районами области являются: Ахтубинский, Икрянинский и Камызякский. Быстрый рост городского населения в Наримановском районе связан с ростом численности населения города Нариманова: численность городского населения выросла за двадцать лет в четыре раза.
Впервые отрицательный естественный прирост был зарегистрирован в области в 1993 году и составил 2,8 тыс. человек. В 2001 году превышение смертности над рождаемостью составило уже 4,1 тыс. человек, а в 2006 году — 2,2 тыс. человек.
Если в 1992 году естественная убыль населения отмечалась в двух районах области (Ахтубинском и Наримановском), то в следующем году к ним прибавились ещё три — Камызякский, Лиманский и Харабалинский. К 1999 году только в Красноярском районе не наблюдалось явление депопуляции. В 2006 году естественная убыль населения наблюдалась во всех районах области.
При областном коэффициенте естественной убыли (-4,1) максимальная убыль зафиксирована в городе Астрахани (-5,9) и Черноярском (-6,1) районе области. В январе 2002 года естественная убыль населения увеличилась на 20 % по сравнению с январем 2001 года. Наименее выраженная депопуляция наблюдается в Володарском, Енотаевском и Приволжском районах.

## Рождаемость
Анализируя общие показатели рождаемости по области, отметим общее снижение коэффициента рождаемости с 17,8 промилле в 1989 году до 9,8 промилле в 1999 году. В течение последних трёх лет зафиксирована тенденция роста рождаемости: коэффициент рождаемости составил 10,4 (на 1000 человек населения), что на 10,6 % выше уровня 1999 года.
Средний уровень показателя по районам области за этот период снизился с 21,5 промилле (1989 г.) до 18 промилле (1999 г.). При этом первые три места по уровню рождаемости в 1989 году занимали Красноярский (26,9 промилле), Наримановский (24,7 промилле), Володарский (24,1 промилле) районы. В 1999 году самые высокие показатели рождаемости (11,6) были в Володарском и Лиманском районах; в 2005 году — в Ахтубинском (0,9) и Володарском (0,7). Наименьшие уровни рождаемости (0,3) имеют Черноярский, Ахтубинский, Енотаевский районы и город Знаменск. Традиционно высокие показатели рождаемости в Володарском и Лиманском районах связаны с преобладанием сельского населения. Репродуктивное поведение сельских жителей ориентировано на большее число детей в семье по сравнению с городскими семьями.
Практически во всех районах области рождаемость за последние три года увеличилась. В 2006 году тенденция сохранилась, и коэффициент рождаемости составил 11,5. Это объяснятся в основном тем, что в возраст максимальной рождаемости входит многочисленное поколение 1980-х годов рождения.

## Смертность
Основной проблемой демографической ситуации в области остаётся высокий уровень смертности населения. Коэффициент смертности плавно увеличивался на протяжении всего анализируемого временного периода (с 10,6 промилле в 1989 году до 15 промилле в 2005 году). Средний показатель смертности за этот период составил 14 чел. на 1 тыс. жителей. Наибольшими показателями смертности выделяются город Астрахань, Икрянинский, Камызякский и Ахтубинский районы, наименьшими — Красноярский, Наримановский и Приволжский районы. Максимальные коэффициенты смертности — в Астрахани (17), Черноярском (16,2), Ахтубинском (15,7) и Икрянинском (15,7) районах области.

## Трудовые ресурсы
Совокупное предложение на рынке труда Астраханской области определяется общей численностью трудовых ресурсов, которая 2005 году оценивалась в 623, 1 тыс. человек (в том числе экономически активное население — 467,5 тыс. чел.). Численность трудовых ресурсов сократилась, и количество людей, занятых в экономике области, снизилось, так как значительная часть этих людей поглощена новыми рыночными структурами.
В результате при незначительном сокращении общей численности безработных происходит перераспределение рабочей силы в неформальном секторе экономики. Его численность оценивается в пределах 50-70 тыс. чел. Численность экономически активного населения в 2006 году увеличилась на 43,2 тыс. чел. по сравнению с 2005 годом и составила 537,3 тыс. чел., из которых в экономике занято 494,8 тыс. чел.
На фоне уменьшения численности занятых, в экономике меняется и структура занятости населения. Доля работающих в материальном производстве постепенно сокращается, и увеличивается доля работников непроизводственной сферы.
Отмечается отток работников из здравоохранения, науки и научного обслуживания. Растёт занятость в сфере кредитования и финансов, страхования и пенсионного обеспечения, учреждениях жилищно-коммунального хозяйства.